# Казе Бонди (Ређо Емилија)
Казе Бонди је насеље у Италији у округу Ређо Емилија, региону Емилија-Ромања.
Према процени из 2011. у насељу је живело 32 становника. Насеље се налази на надморској висини од 763 м.